# Elbeddouza
Elbeddouza (franska: Elbeddouza (CR), Elbeddouza (Commune Rurale), arabiska: دار سي عيسى) är en kommun i Marocko.   Den ligger i provinsen Safi och regionen Marrakech-Safi, i den norra delen av landet, 270 km sydväst om huvudstaden Rabat. Antalet invånare är 12 160.